# Victoire Thivisol
Victoire Thivisol (6 de julio de 1991) es una actriz francesa. 
Thivisol cosechó mucho éxito con su interpretación de una niña que acababa de perder a su madre en la película Ponette. El director de este film, Jaques Doillon, la descubrió y le dio el papel cuando sólo tenía 3 años.
Su papel más relevante a nivel internacional lo obtuvo en la película Chocolat (2000) junto a actores de la talla de Juliette Binoche, Johnny Depp, Judi Dench o Alfred Molina, y donde interpretó a Anouk, la hija de la protagonista. Sin embargo, una vez que llegó a la edad adulta, no se ha vuelto a dejar ver en la pantalla grande.  

## Películas
- Les grands s'allongent par terre (2008)
- Chocolat (2000)
- Les enfants du siècle, 1999
- Ponette (1996)

## Premios y distinciones
Festival Internacional de Cine de Venecia
| Año  | Categoría                    | Película | Resultado |
| ---- | ---------------------------- | -------- | --------- |
| 1996 | Copa Volpi a la mejor actriz | Ponette  | Ganador   |